# Otterlo

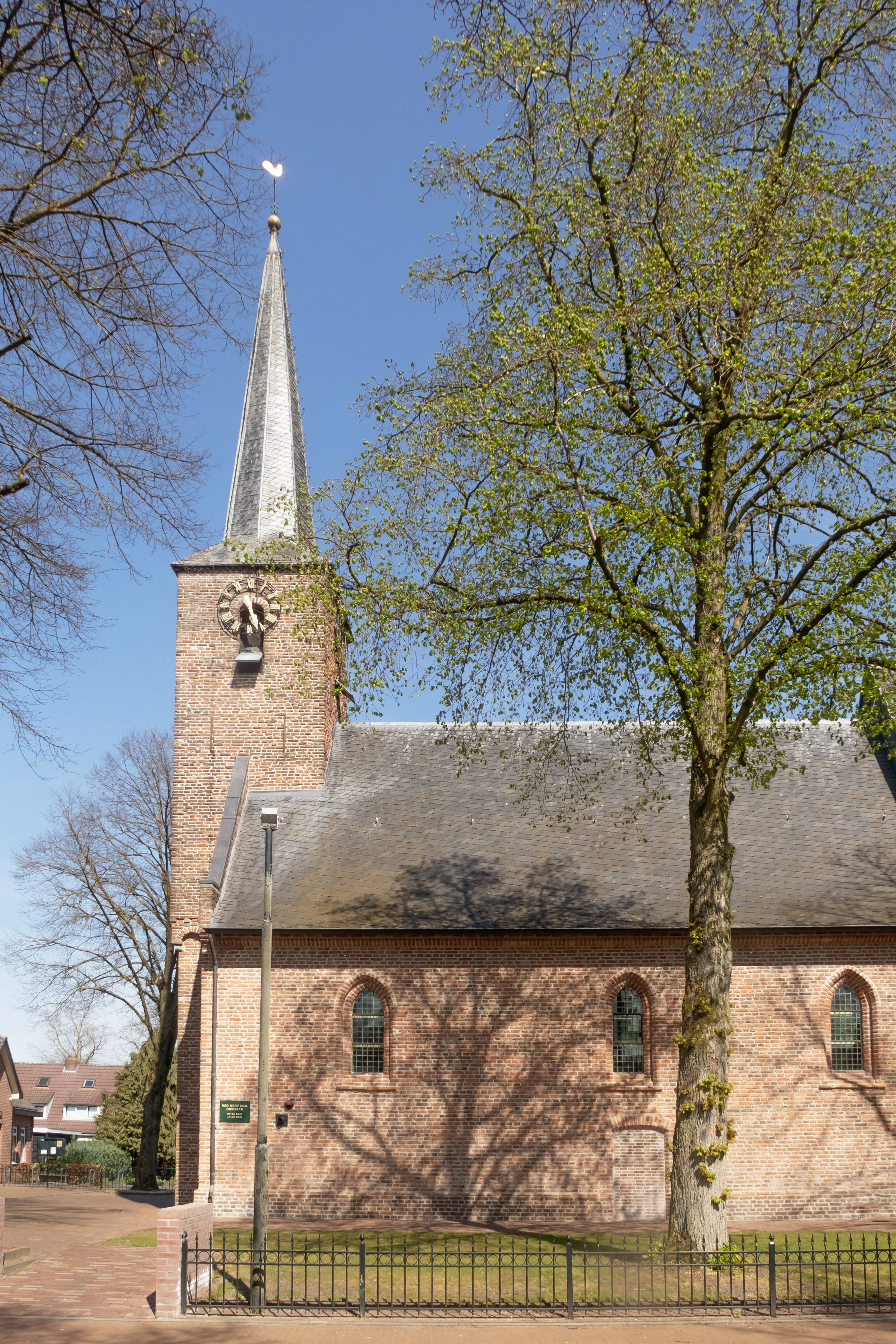
Reformierte Kirche

Otterlo ist ein Dorf in der Gemeinde Ede in der niederländischen Provinz Gelderland. Der Ort liegt westlich des Naturparks Hoge Veluwe, zwischen Apeldoorn und Arnheim.

## Tourismus
Im Gebiet von Otterlo befindet sich einer von drei Eingängen in den Nationalpark Hoge Veluwe, über den man auch das Kröller-Müller-Museum erreicht.
Für die Tourismuswirtschaft bedeutend ist ein größeres Feriendorf mit Campingplatz im Südwesten des Ortes.